# Mikuláš Fedor
Mikuláš Fedor, též Miklós Fedor (1. září 1874 Trnava – 17. června 1948), byl československý politik a meziválečný poslanec Národního shromáždění za maďarskou Zemskou křesťansko-socialistickou stranu.

## Biografie
Podle údajů k roku 1929 byl profesí penzionovaným řídícím učitelem v Levoči.
Politicky se angažoval za převážně maďarskou menšinovou stranu, ačkoliv projevy v parlamentu přednášel ve slovenštině. V parlamentních volbách v roce 1925 získal poslanecké křeslo v Národním shromáždění. Mandát obhájil v parlamentních volbách v roce 1929.